# Escudo de la Comunidad de Villa y Tierra de Pedraza
El escudo de la Comunidad de Villa y Tierra de Pedraza es el símbolo más importante de la Comunidad de Villa y Tierra de Pedraza, municipio de la provincia de Segovia, comunidad autónoma de Castilla y León, en España. 

## Descripción
El escudo de la Comunidad de Villa y Tierra de Pedraza fue oficializado el 07 de marzo de 1995, y su descripción heráldica es:

«De Plata, Arcángel San Miguel de gules, surmontado de dos pinos arrancados de sinople, en punta ondas de azur y plata. Vestido de gules, con una espiga de oro a la diestra y otra a la siniestra. Al timbre la corona real cerrada.»
Boletín Oficial de Castilla y León nº 55/1995